# R Muscae
R Muscae är en pulserande variabel  av Delta Cephei-typ (DCEP) i stjärnbilden Flugan. Stjärnan var den första i Flugans stjärnbild som fick en variabelbeteckning.
Stjärnan varierar mellan visuell magnitud 5,93 och 6,73 med en period av 7,510211 dygn.

## Fotnoter
1. ↑  Variabelstjärnornas beteckningar börjar med bokstäverna R-Z, därefter A-Q , följt av RR-ZZ och AA-QQ, varefter de börjar betecknas med bokstaven V och ett ordningsnummer, från och med V335.